# Asparapete

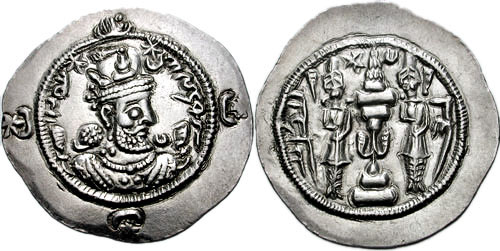
Dracma do xá sassânida r.

Asparapete (m. 586) foi, segundo o historiador armênio Sebeos, um oficial militar sassânida da família Ispabudã.

## Vida
Seu nome é uma possível confusão entre o título armênio asparapetes (equivalente ao aspabedes persa) e seu nome. Para Parvaneh Pourshariati, através de dados existentes e com base na cronologia de Sebeos, é possível associar este Asparapete com o aspabedes sassânida que comandou as tropas ocidentais do Império Sassânida na mesma época e que foi variadamente mencionado em outras fontes como Xapur (Abu Hanifa de Dinavar), Curbundadui (Nihayat) e Carrade (Épica dos Reis).
Talvez filho ou neto de outra pessoa chamado Aspebedes, foi avô do xá Cosroes II (r. 591–528), fruto do casamento de sua filha com o xá Hormisda IV (r. 579–590); além deste parentesco, sabe-se que era pai de Bestã e Bindoes. Segundo Sebeos, Asparapete foi "grande parta e aspetes Palave [parta]", um dos "generais do rei persa que vieram um após o outro à terra da Armênia."  Seguindo a cronologia de Sebeos, Robert Thomson sugere que este oficial teve mandato que durou entre 580 e 586. Ainda segundo Sebeos, num episódio corroborado pelas fontes islâmicas, Hormisda IV chamou Asparapete de volta e matou-o em 586, substituindo-o como aspabedes do ocidente por seu filho Bestã.